# Martigny-Combe
 (septembre 2022).
Si vous disposez d'ouvrages ou d'articles de référence ou si vous connaissez des sites web de qualité traitant du thème abordé ici, merci de compléter l'article en donnant les références utiles à sa vérifiabilité et en les liant à la section « Notes et références ».
Pour les articles homonymes, voir Martigny (homonymie) et Combes.
Martigny-Combe est une commune suisse du canton du Valais située dans le district de Martigny.

## Géographie

### Localisation

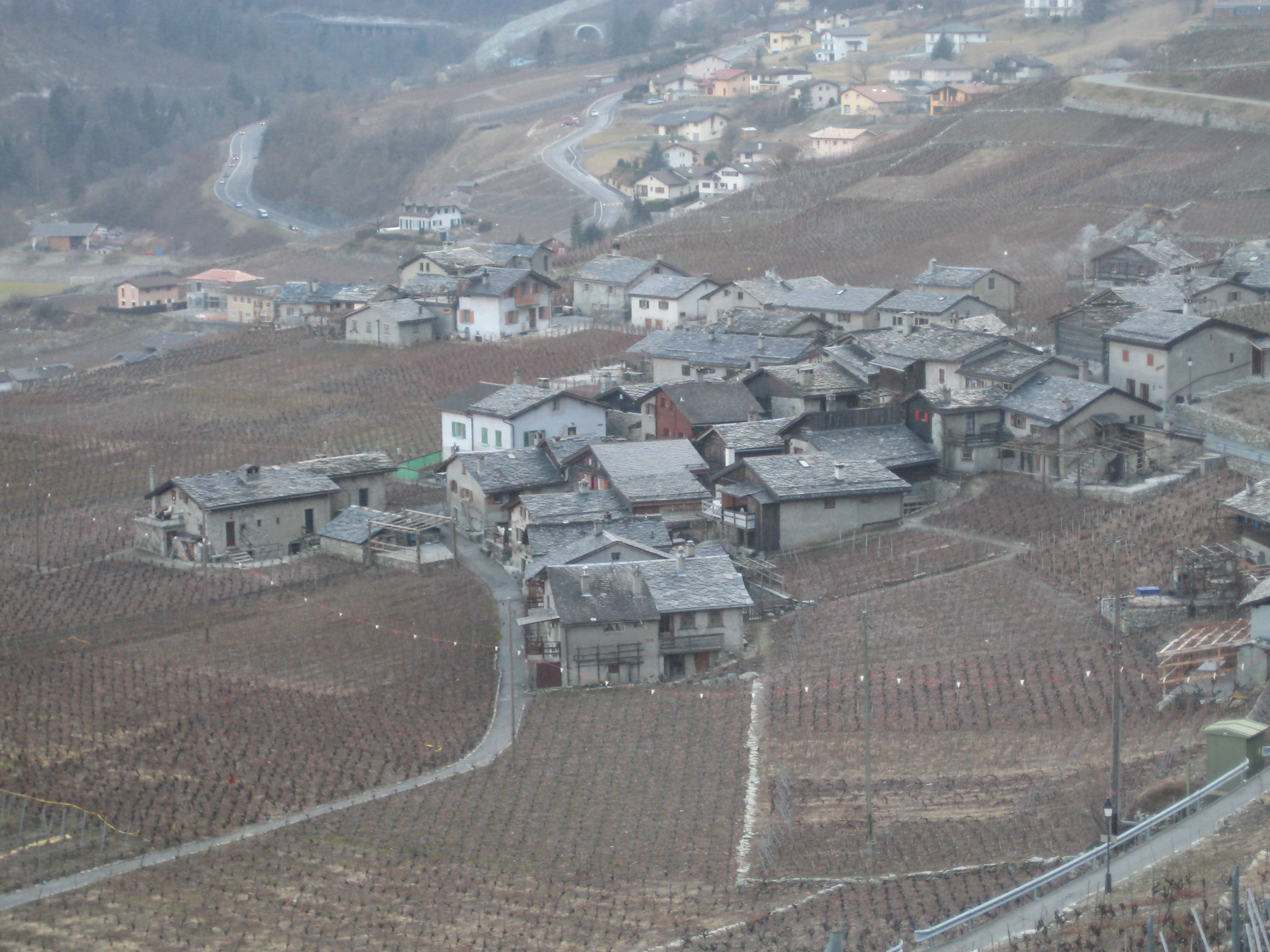
Plan-Cerisier.

La commune de Martigny-Combe s'étend au sud du coude du Rhône et par conséquent au sud de Martigny. La géographie de la commune s'entend dans une de ses appellations anciennes : la Combe de Martigny. Le terme « Combe » renvoie au celtique cumba : « combe, petit vallon étroit et court ». Ce terme a passé au latin et est resté vivant en français et en francoprovençal. Ainsi, le territoire de la commune s'étend en grande partie dans cette combe qui monte en pente assez raide de la plaine (Martigny) jusqu'au col de la Forclaz, entre la Croix des Prélayes et le Mont de l'Arpille. Il est parcouru par le torrent de Saint-Jean qui prend sa source dans le mont Bovine, près du col de la Forclaz et qui se jette dans la Dranse, entre Le Brocard et Martigny-Croix. Trois rivières la délimitent en partie : le Durnand au sud-est (limite avec la commune de Bovernier), la Dranse à l'est (limite avec la commune de Martigny) et le Trient à l'ouest (limite avec la commune de Salvan).
Martigny-Croix (ou La Croix) est aujourd'hui au carrefour des routes internationales vers la France (par le col de la Forclaz) et vers l'Italie (par le col du Grand-Saint-Bernard). Cette position en fait un lieu de passage fréquenté depuis l'Antiquité. Les voyageurs qui, de Martigny-Croix, se rendaient en direction de l'Italie, remontaient le cours de la Dranse ; ils traversaient le Brocard et passaient au pied du village du Borgeaud. Le chemin franchissait successivement les torrents de Saint-Jean, du Lavanchy, du Tiercelin, du Borgeaud et du Durnand. Aujourd'hui, une route internationale à voies rapides, la route principale 21, passe sur ou sous ces cours d'eau. Mais comme ils peuvent être impétueux, surtout à la fonte des neiges ou lors de fortes pluies, d'importants ouvrages de génie civil ont été érigés, surtout pour le Tiercelin et le Lavanchy, qui descendent des pentes raides du mont Bovine. En outre, depuis 1964, un long viaduc de 300 mètres (le plus long du Valais à ce moment-là) permet d'éviter le village du Brocard. Sa construction coïncide avec l'année de l'inauguration du tunnel du Grand-Saint-Bernard.

### Évolution du territoire
Martigny-Combe est une commune politique indépendante depuis 1841. Auparavant, elle faisait partie du « Grand Martigny » (Martigny-Ville, Martigny-Bourg, La Bâtiaz, Charrat, La Combe, Trient). Par arrêté du 18 juin de cette année-là, le Conseil d'État du canton du Valais érige la nouvelle commune sous le nom de « Commune de la Combe ». Il faudra attendre le 23 février 1844 pour qu'un nouvel arrêté entérine la dénomination « Martigny-Combe ». Jusqu'en 1845, le territoire de la commune comprend aussi La Bâtiaz et Trient. Le 27 novembre 1845, La Bâtiaz est érigée en commune indépendante. Le 30 novembre 1899, c'est au tour de Trient de se constituer en une nouvelle commune. La configuration géographique actuelle (soit l'étendue territoriale) de la commune de Martigny-Combe remonte donc, pour simplifier, à 1900.

### Routes vers la Forclaz
Le voyageur qui montait vers le col de la Forclaz (1 527 m) marchait d'abord jusqu'au Brocard, puis tournait à droite vers Les Rappes, pour monter ensuite dans le vallon de La Combe, en passant par La Fontaine, Le Cergneux et Le Fays. Si un chemin muletier permettait de franchir le col depuis fort longtemps, il faudra attendre 1887 pour qu'une route rende le passage possible aux chars, aux diligences puis, dès 1920, aux voitures. Si cette première route serpentait dans le vallon, la nouvelle, terminée en 1957, monte en pente plus douce dans les vignobles puis dans les forêts du Mont de l'Arpille. C'est par le col de la Forclaz que le dernier préfet français du Valais, Claude-Philibert Barthelot de Rambuteau, quitta le pays en plein hiver 1813. Des voyageurs prestigieux comme Horace Bénédict de Saussure (Voyages dans les Alpes, t. 2, Genève 1786, p. 96-97), Rodolphe Töpffer (Voyages en zigzag) ou Théophile Gautier (1868) en parlent dans leur récit de voyage.

### Transports
- Routes
  - Autoroute A21 (Martigny-Croix) vers l'autoroute A9
  - Route principale 21 vers le tunnel du Grand-Saint-Bernard
  - H203 vers le col de la Forclaz
  - VS 409 (H203) vers Martigny
- Arrêt sur demande de la ligne Martigny - Orsières / Le Châble des Chemins de fer Martigny–Orsières (l'arrêt est dénommé Martigny-Croix mais se situe sur la commune de Martigny)

### Sites protégés
Le territoire de la commune de Martigny-Combe abrite un marais d'importance nationale, classé en 1991. Le site est également protégé au niveau cantonal. Il s'agit d'un haut-marais situé sur le Mont de l'Arpille, à 1 900 m d'altitude et appelé « La Gouille verte ». Il héberge plusieurs plantes rares, comme des sphaignes (mousses ressemblant à des éponges), le droséra à feuilles rondes, la linaigrette engainée, etc., mais également des espèces animales telles la grenouille rousse, le lézard vivipare ou encore plusieurs espèces de libellules.

## Toponymie
Il y a souvent confusion entre Martigny-Combe, Martigny-Croix, Martigny-Bourg et Martigny. En fait, Martigny-Croix est le chef-lieu de la commune de Martigny-Combe, et Martigny-Bourg un quartier de la commune de Martigny.
La commune de Martigny-Combe comprend plusieurs villages (Martigny-Croix, les Creusats, Le Brocard, Le Borgeaud, Les Rappes, Le Pied-du-Château, La Fontaine, Le Cergneux, Le Fays, Le Sommet-des-Vignes, Ravoire) et quelques hameaux (Plan-Cerisier, Le Perret, Le Chanton, etc.).

## Histoire
Lorsque Jules César raconte la bataille d'Octodure (Martigny) dans la Guerre des Gaules (III/1-6), il peine à reconnaître que les troupes de son légat Galba furent mises en déroute par les autochtones, soit les Véragres, aidés des Sédunes. Durant l'hiver 57/56, ceux-ci avaient déferlé sur le camp romain installé près d'Octodure. Ils l'avaient fait depuis les "hauteurs" et les "montagnes environnantes". Même si l'emplacement de l'Octodure des Véragres est controversé, on peut penser qu'une partie des autochtones a pu s'élancer depuis les hauteurs de l'actuel village du Brocard ou des Rappes. L'historien Louis Blondel avait même émis l'hypothèse que le vicus des Véragres devait se situer sur la colline Saint-Jean, au-dessus du Brocard, une colline qui sera au Moyen Âge occupée par un château.
À l'époque romaine, le territoire de la commune abritait une petite nécropole romaine, située à l'extérieur du périmètre urbain de Forum Claudii Vallensium (Martigny). Elle renfermait des tombes à incinération, probablement vers le milieu du Ier siècle ap. J.-C., soit du temps de la fondation de la ville romaine. C'est en 1891 que l'on découvrit ces six tombes au pied du Mont-Ravoire, en défonçant une vigne au lieu-dit "Les Bans" (près du départ de l'actuelle route du col de la Forclaz). En plus des urnes, on sortit de terre de nombreux objets : pièces de monnaie, fibules, anneaux de cheville "valaisans", petits oiseaux en terre cuite, récipients divers, etc. Autant de trouvailles que l'on peut actuellement admirer au Musée de l'Hospice du Grand-Saint-Bernard.
Au Moyen Âge, le territoire de l'actuelle commune de Martigny-Combe faisait partie de la châtellenie de Martigny. Cette châtellenie appartenait au prince-évêque de Sion, qui y était représenté par un vidomne et un châtelain. Elle était convoitée par le comte de Savoie, qui l'obtiendra en 1384 (jusqu'en 1475). Dans un premier temps, le château de l'évêque se dressait au sommet de la colline (moraine) de Saint-Jean, au-dessus du Brocard, contrôlant ainsi les routes allant vers le Grand-Saint-Bernard et la Forclaz. À une date inconnue (XIIIe siècle), il a été abandonné au profit du nouveau château de La Bâtiaz, plus près de la plaine du Rhône. Malheureusement seuls quelques murs et une citerne sont encore visibles de nos jours, au milieu de la forêt. Un petit bourg devait s'étendre devant le château, à l'extrémité duquel se dressait une chapelle, reconstruite au XVIIe siècle et rénovée récemment (2002). Au XIVe siècle, un petit village a pris naissance au pied de la colline: Pied du Château. Aucune campagne sérieuse de fouilles archéologiques n'a été menée sur le site, à l'exception de l'inspection faite par Louis Blondel dans les années 1940. Depuis le XVIIIe siècle (mais peut-être depuis le Moyen Âge), la chapelle est dédiée à saint Jean-Baptiste.

## Politique

### Liste des présidents
| Période   | Identité                  | Parti     | Profession                             |
| --------- | ------------------------- | --------- | -------------------------------------- |
| 2025-2028 | Emilien Roduit            | PLR       | Ambulancier et député au Grand Conseil |
| 2017-2024 | Florence Carron Darbellay | Le Centre |                                        |
| 2013-2016 | Jacques Flückiger         | MCI       |                                        |
| 2001-2012 | Philippe Pierroz          | MCI       |                                        |
| 1965-2000 | François Rouiller         | PDC       |                                        |
| 1937-1964 | Amédée Saudan             | PDC       |                                        |
| 1907-1936 | Antoine Mathey            | PDC       |                                        |
| 1901-1906 | Louis Morand              | PRD       |                                        |
| 1899-1900 | Lucien Gay-Descombes      | PRD       |                                        |
| 1897-1898 | Adolphe Morand            | PRD       |                                        |
| 1885-1896 | Pierre-Joseph Rouiller    | PDC       |                                        |

### Conseillers communaux actuels (législature 2025 - 2028)
- Emilien Roduit, président
- Nathan Tornay, vice-président
- Muriel Mayoraz Spano, conseillère communale
- Marcelle Petoud, conseillère communale
- Lionel Giroud, conseiller communal
- Ludovic Perrenoud, conseiller communal
- Nicolas Rouiller, conseiller communal

### Jumelage
Depuis 1994, la commune est jumelée avec Pont-l'Abbé-d'Arnoult, en Charente-Maritime.
  Pont-l'Abbé-d'Arnoult  (France)

## Population

### Gentilés
Les habitants de la commune se nomment les Comberins ou Comberains.
Les habitants du village du Brocard se nomment les Broquerins.

### Démographie

#### Évolution de la population
Martigny-Combe compte 2 336 habitants au 31 décembre 2022 pour une densité de population de 62 hab/km2. Sur la période 2010-2019, sa population a augmenté de 4,2 % (canton : 10,5 % ; Suisse : 9,4 %).  

#### Pyramide des âges
En 2020, le taux de personnes de moins de 30 ans s'élève à 29,8 %, au-dessous de la valeur cantonale (31,7 %). Le taux de personnes de plus de 60 ans est quant à lui de 26,6 %, alors qu'il est de 26,6 % au niveau cantonal.
La même année, la commune compte 1 185 hommes pour 1 148 femmes, soit un taux de 50,8 % d'hommes, supérieur à celui du canton (49,6 %).
| Hommes | Classe d’âge | Femmes |
| ------ | ------------ | ------ |
| 0,2    | 90 ans ou +  | 0,3    |
| 7,0    | 75 à 89 ans  | 9,3    |
| 17,6   | 60 à 74 ans  | 18,8   |
| 24,3   | 45 à 59 ans  | 22,0   |
| 20,3   | 30 à 44 ans  | 20,8   |
| 16,6   | 15 à 29 ans  | 13,9   |
| 14,1   | - de 14 ans  | 14,9   |

| Hommes | Classe d’âge | Femmes |
| ------ | ------------ | ------ |
| 0,5    | 90 ans ou +  | 1,2    |
| 7,5    | 75 à 89 ans  | 9,4    |
| 16,8   | 60 à 74 ans  | 17,7   |
| 22,2   | 45 à 59 ans  | 21,7   |
| 20,3   | 30 à 44 ans  | 19,4   |
| 17,7   | 15 à 29 ans  | 16,6   |
| 14,9   | - de 14 ans  | 14,1   |

### Éducation
Un centre scolaire a été inauguré en 1980 à Martigny-Croix. On le doit à l'architecte Raymond Métral. Un puzzle géant, œuvre du peintre Jean-Claude Rouiller (1939-1980) et de sa femme Gaby, orne sa façade principale. Intitulé "L'Envol", il symbolise, à travers un grand oiseau, la mission de l'école par rapport à la vie. Le centre abrite les classes enfantines (première et deuxième années) et primaires (de la première à la sixième année). Tous les enfants des différents villages de la commune fréquentent ses classes.
Avant la construction du centre scolaire, les enfants suivaient les cours dans les écoles aménagées dans certains villages de la commune : La Croix, Les Rappes, La Fontaine, Le Cergneux (Inzerby), Le Brocard, Le Borgeaud, Ravoire (fermée en 2016), La Crettaz.

### Sports
Le stade de football du FC La Combe -stade de L'Espérance- a été inauguré à La Condémine (Martigny-Croix), au bord de la Dranse, en 1970. Le 15 octobre 2000, il a été détruit par cette dernière, sortie de son lit.
Les amateurs de ski se retrouvent au sein du ski-club Éclair (fondé en 1929 à La Fontaine). Ceux de pétanque fréquentent le club des Cadets, fondé en 1964.
Le territoire communal offre plusieurs possibilités de promenades : dans le vignoble, dans ces pittoresques villages ou hameaux comme Plan-Cerisier, ou Ravoire (Marche des fours à pain, chaque année, depuis 1973), dans les forêts ou alpages, etc.
Le 21 juillet 2009, le Tour de France a traversé le territoire de la commune. Parti de la Place centrale de Martigny, le peloton effectua le départ réel de l'étape Martigny - Verbier, à Martigny-Croix, devant l'immeuble des Meubles Moret.

## Économie

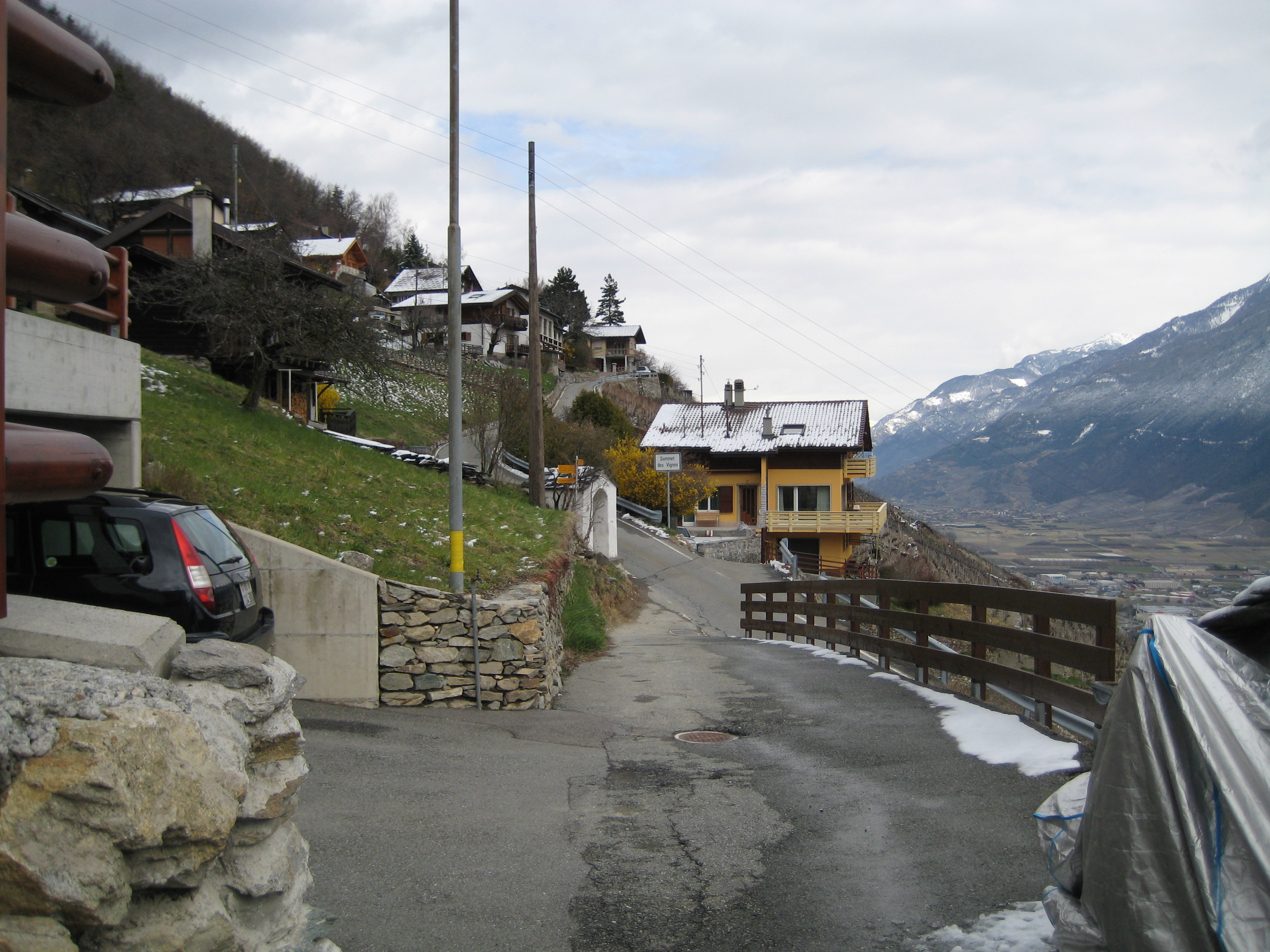
Sommet-des-Vignes.

Pendant longtemps, les principaux secteurs d'activité de la commune de Martigny-Combe ont été l'agriculture (prés, arbres fruitiers), la viticulture, la paysannerie (élevage de vaches, de chèvres, de moutons ; fromageries), la sylviculture, ainsi que l'artisanat. Dans les années 1920-1930, les frères Dubois de Genève firent même creuser une galerie dans le Mont de l'Arpille dans l'espoir de trouver de l'or. En vain !
Même si ces activités demeurent de nos jours, elles n'occupent plus que quelques personnes. Avec ses 88 hectares de vigne, par exemple, la commune détient aujourd'hui le 23e rang du canton du Valais. Le premier rang est tenu par Chamoson, avec 427 hectares. Une dizaine d'encaveurs produisent un vin de qualité, apprécié dans et hors du canton. Les principaux alpages (L'Arpille, La Forclaz, La Giétaz ou La Dzitte, Bovine) sont encore utilisés en été pour nourrir un bétail provenant souvent des communes extérieures.
Le territoire de la commune abrite plusieurs cafés, restaurants et hôtels, dont un trois étoiles, ainsi qu'une épicerie. De petites entreprises familiales subsistent (gypserie, peinture, menuiserie, sanitaires, chauffage, etc.), ainsi que des garages (vente de voitures et d'essence).
La plus grande partie de la population active travaille à Martigny ou dans la région, dans le secteur des services.

## Culture et patrimoine

### Église et chapelles
Le territoire de Martigny-Combe fait partie de la paroisse de Martigny, desservie par les chanoines de la congrégation du Grand-Saint-Bernard. L'église Saint-Joseph, à Martigny-Croix, a été consacrée le 14 juin 1970, par Mgr Nestor Adam, évêque de Sion. L'architecte est Marius Zryd, de Martigny. Les vitraux sont de Paul Monnier.
La chapelle Notre-Dame de Lourdes de Ravoire a été consacrée le 7 novembre 1926. Les plans sont dus à l’architecte F.-C. Besson. Elle possède plusieurs vitraux de Paul Monnier. Le chanoine François-Nestor Adam, futur évêque de Sion, en fut recteur de 1934 à 1939.
La commune abrite encore quatre autres chapelles de moindre importance: la chapelle de La Fontaine (consacrée le 11 février 1955 et dédiée à la Nativité de la Vierge Marie), celle de Mayen-Basse (construite en 1953, en dessous du col de la Forclaz), celle de La Crettaz (aménagée en 1945 dans le bâtiment qui abritait l'école) et finalement, la plus ancienne, la chapelle Saint-Jean, dont les fondations remontent au Moyen Âge. Cette dernière est le seul édifice classé "monument historique cantonal" de la commune. La chapelle de Charavex, dans les mayens de Ravoire, a été construite en 1761 sur un alpage ; elle appartient à la bourgeoisie de Martigny et abrite un tableau du XVIIIe.

### Musique
La salle des fêtes de L'Eau vive est inaugurée en 1996.
Le groupe folklorique de « La Comberintze » est fondé en 1947 par Marius Saudan. Depuis, il a acquis une certaine réputation sur la scène internationale.
Dans les forêts de Ravoire, un couvert a été construit en plein air pour permettre aux sociétés ou aux groupes locaux d'organiser toutes sortes de fêtes. Ravoire possède aussi une colonie de vacances et sept fours à pain, en partie encore en fonction.
La fanfare « La Persévérance », fondée par Maurice Rouiller, se produit régulièrement depuis 1976 dans différentes manifestations locales et régionales telles que le Festival des musiques du Bas-Valais, la Saint-Joseph (fête patronale de Martigny-combe), la Saint-Jean ainsi que d'autres animations lors des différentes manifestations. La fanfare a aussi une école de musique qui forme ses futurs musiciens. Son concert annuel se tient en mars.

### Personnalités
- Christian Constantin, président du FC Sion, a les bureaux de son entreprise générale à Martigny-Croix.
- Christophe Darbellay, président du Parti démocrate-chrétien (Suisse) depuis le 2 septembre 2006.
- Sylvain Saudan, dit « le skieur de l'impossible ».

### Héraldique
| Blason | Blasonnement : « De gueules au lion d'argent (à la queue non fourchue) tenant un marteau d'or. » |

Les armoiries de Martigny-Combe sont similaires à celles de la commune de Martigny. Elles se différencient par la queue du lion, qui est simple.